# AAGAB
البروتين الرابط لألفا وغاما-أدابتين (بالإنجليزية: Alpha- and Gamma-Adaptin Binding Protein)‏ يعرف اختصارًا ب (AAGAB)، ينتمي إلى بروتينات تتوسط تشكيل الحويصلات المغلفة بالكلاثرين تسمى بالأدابتينات، من خلال التفاعل مع مستقبلات متصلة بالغشاء. يُشَفر بواسطة جين AAGAB في الإنسان. تسبب الطفرات في هذا الجين تقرن الجلد الراحي الأخمصي المنقط. باللإضافة لذلك وجد أن تعبير جين البروتين الرابط لألفا وغاما-أدابتين (AAGAB) ينظم بالزيادة في سرطان الثدي.